# 王普涵
王普涵（1893年—1957年），別號蒲寒。陝西省渭南縣故市人。民國37年（1948年）在西安市選區當選第一屆立法委員

## 生平[1]
- 日本明治大學畢業
- 陝西自治籌備處長
- 民國12年2月13日，派充陝西印花稅處處長[2]
- 民國34年4月11日，派陝豫鄂區獻糧獻金宣導考查特派員[3]
- 陝西省臨時參議會參議員
- 國民參政員
- 制憲國民大會代表
- 民國37年，當選立法委員[4]，曾出席第一屆立法院第一會期預算委員會(召集委員)、內政及地方自治委員會、財政及金融委員會
- 到台灣後，又到香港公開發表脫離國民政府，後返回大陸[5][6]
- 上海市政協委員
- 1957年，被打成右派，性情耿直，後來跑到黃浦江跳江自殺[7][8]